# ويليام ستيفنز روبنسون
ويليام ستيفنز روبنسون (بالإنجليزية: William Stevens Robinson)‏ هو صحفي أمريكي، ولد في 7 ديسمبر 1818 في كونكورد في الولايات المتحدة، وتوفي في 11 مارس 1876 في مالدن في الولايات المتحدة.